# Maryse Wolinski
Maryse Wolinski (Argel, 3 de mayo de 1943-París, 9 de diciembre de 2021) fue una periodista y escritora francesa. Fue la esposa del caricaturista Georges Wolinski, quien fallecería en el atentado contra Charlie Hebdo el 7 de enero de 2015.

## Biografía
Nacida en la ciudad de Argel en la Argelia francesa, vivió gran parte de su infancia en París, donde después de hacer estudios de postgrado en periodismo, comenzó su carrera.
En junio de 2009, participó en  una adaptación de su segunda novela Le Maître d’amour, de Claude-Henri Buffat, en la Maison de la Culture de Grenoble. El espectáculo constó de siete actuaciones con ocho bailarines con coreografía de Jean-Claude Gallotta y fue dirigido por Marilyn Alasset.
El 6 de mayo de 2010, fue lanzada al público su novela La Sybilline. En junio de 2010, la Alianza Francesa la invitó a una gira de conferencias en Venezuela, donde participó en talleres con estudiantes y conferencias.
El 17 de marzo de 2011, fue publicado Georges... si tu savais, por Seuil. Estuvo casada con el caricaturista Georges Wolinski, quién fue asesinado en un atentado que se dio en la sede de la satírica revista Charlie Hebdo, el 7 de enero de 2015. Wolinski tenía 80 años. Junto a él, fallecieron otros caricaturistas como Charb, Cabu, Tignous y Philippe Honoré.
Falleció el 9 de diciembre de 2021 en París a los 78 años de edad.

## Obras

### Novelas
- Au Diable vauvert, Flammarion, 1988
- Le Maître d'amour, Flammarion, 1992
- Graines de femme, Albin Michel, 1996
- La Femme qui aimait les hommes, Albin Michel, 1998
- La Tragédie du bonheur, Albin Michel, 1998
- La Chambre d'amour, Albin Michel, 1998
- La Mère qui voulait être femme, Seuil, 2008
- La Sibylline, Seuil, 2010
- La Passion d'Edith S., Seuil, 2014
- Chérie, je vais à Charlie, Seuil, 2016

### Cuentos
- Chambre à part, Albin Michel, 2002
- Georges, si tu savais…, Seuil, 2011
- Le Goût de la belle vie, Seuil, 2017

### Ensayos
- L'Adoption, une autre naissance, Bernard Barrault, 1992
- Lettre ouverte aux hommes qui n'ont toujours rien compris aux femmes, Albin Michel, 1993
- Si tu veux maigrir, mange !, Albin Michel , 2000
- Nous serons toujours jeunes et beaux, Albin Michel , 2001
- L'Ivresse de vivre : le défi de la longévité, Albin Michel , 2004